# Lithophyllum neoatalayense
Lithophyllum  neoatalayense Masaki, 1968  é o nome botânico  de uma espécie de algas vermelhas pluricelulares do gênero Lithophyllum, família Corallinaceae.
- São algas marinhas encontradas na Namibia, África do Sul e no Japão.

## Sinonímia
- Não apresenta sinônimos.